# هماکسل
سرم هماکسل یکی از چند محلول جایگزین پلاسما می‌باشد که از استخوان گاو نر ساخته شده است. گروه درمانی این سرم، حجیم‌کننده پلاسما می‌باشد؛ البته سرم هماکسل دارای نیتروژن، پلی پپتید ژلاتین و مواد معدنی(Na, Cl, Ca)  نیز هست.

## موارد مصرف
این محلول حجیم‌کننده پلاسما در موارد شوک ناشی از کاهش حجم خون به علت خونریزی، سوختگی، التهاب لوزالمعده، از دست رفتن آب و الکترولیتها در اثر استفراغ و اسهال مداوم، بیماری‌های غده فوق کلیوی و کلیه‌ها و اغمای دیابتی مصرف می‌شود. این سرم محلول حامل برای انسولین است و مورد منع مصرف کامل این دارو گزارش نشده‌است.
در تزریق ان نیاز به تعیین گروه خونی نیست.

## حساسیت
تزریق هماکسل موجب ازادسازی هیستامین‌های بدن می‌شود و ممکن است باعث ایجاد واکنش‌های حساسیتی مانند کهیر ، لرز، اسپاسم و تاکیکاردی شود.